# 1. Klavierkonzert (Chopin)
Frédéric Chopin vollendete das 1. Klavierkonzert op. 11 in e-Moll im Alter von 20 Jahren. Er widmete es Friedrich Kalkbrenner und brachte es am 11. Oktober 1830 – am Vorabend des Novemberaufstands – im Nationaltheater Warschau zur Uraufführung. Er berichtete Tytus Woyciechowski von „lebhaften Bravorufen“.

## Hintergrund

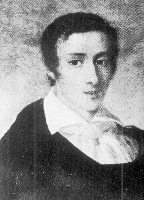
Der junge Chopin

Chopins zwei Klavierkonzerte, das in f-Moll op. 21 und sein op. 11, sind etwa zur gleichen Zeit entstanden. Es gilt als gesichert, dass das Konzert in f-Moll eigentlich sein erstes Klavierkonzert gewesen ist, das Nr. 1 somit sein zweites. Weshalb sie indessen in umgekehrter Reihenfolge veröffentlicht wurden, ist nicht ganz geklärt. Es wird angenommen, dass Chopin, der 1831 seinen endgültigen Aufenthalt in Paris nahm, dort einige seiner Werke, darunter eben auch die zwei Konzerte, einem Verleger angeboten hat, dieser aber aufgrund des hohen Schwierigkeitsgrades der Stücke, die für den „Hausgebrauch“ von Liebhabermusikern nicht geeignet waren, erst nur eines, nämlich das Konzert in e-Moll, akzeptierte.
Die Frage, ob Chopin die Orchestrierung seiner Klavierkonzerte selbst vorgenommen hat, ist nicht beantwortet. Dass Chopin fast ausschließlich für Klavier komponiert und sich zu seiner Leidenschaft für dieses Instrument stets bekannt hat, ist allerdings kein Grund für einen Zweifel daran. Er beherrschte das Orchestrieren, wenn auch nicht in der Vollkommenheit anderer Komponisten, die sich auch Orchesterwerken gewidmet haben. Allerdings zeigt seine Orchestrierung der Konzerte, dass er die Rolle des Orchesters eher als schmückendes Beiwerk betrachtete. Es darf einleiten, überleiten und die Schlusspassagen spielen, aber dort, wo das Klavier seinen Auftritt hat, ist es zurückgenommen und reduziert auf eine schmale Begleitung des Soloinstrumentes. Anders als bei den Konzerten der Wiener Klassik und auch bei vielen romantischen Konzerten hat Chopin nahezu keine Zwiesprache zwischen Soloinstrument und Orchester vorgesehen, sie wechseln sich meist nur ab.
Satzbezeichnungen
Allegro maestoso
Romance – Larghetto
Rondo – Vivace

## Der Kopfsatz
Chopin folgte in der formalen Anlage des ersten Satzes dem Vorbild des brillanten Virtuosenkonzerts, wie er es beispielsweise bei Johann Ladislaus Dussek und Johann Nepomuk Hummel kennenlernen konnte. Es ging ihm weder um ein dialektisches Gegen- und Miteinander von Solist und Orchester wie bei Beethoven noch um eine Art symphonischen Konzertes mit einem Verweben von Klavierstimme und Orchester wie in Ansätzen bei Carl Maria von Weber. Der Solist und die Darstellung seiner Ausdrucksmöglichkeiten und technischen Fähigkeiten stehen bei Chopin im Vordergrund.
Der erste Satz des e-Moll-Konzerts hat drei Themen, die vom Orchester exponiert werden. Vom Klavier wird das erste Thema kurz aufgegriffen (Takt 139), aber gleich (Takt 155) in das lyrische 2. Thema in e-Moll überführt, dessen Melodie im Bass vom Kopfmotiv des 1. Themas kontrapunktiert wird. Auch das sich in E-Dur den ersten beiden Themen entgegenstellende dritte, ebenfalls lyrische Thema (Takt 222) wird vom Klavier übernommen. Die Durchführung beginnt in Takt 385, das Klavier kommt dabei auf das zweite Thema zurück und entwickelt es weiter. Im Folgenden wird es jedoch wie auch das zweite Thema durchführungsmäßig völlig vernachlässigt. Im Wesentlichen ist es nur ein verkürztes Motiv des ersten Themas, das vom Orchester in modifizierter Form gespielt wird, während im Klavierpart kapriziöse und technisch anspruchsvolle Läufe und Figuren zu bewältigen sind. Die Reprise beginnt in Takt 486 wieder mit dem Orchester und seinem Anfangsthema. Die Coda, deren Basstriller in der linken Hand dem Konzert einen düsteren Anstrich geben, fordert höchstes technisches Können des Pianisten, was die fehlende Solokadenz nahezu überflüssig macht.

## Der 2. Satz
E-Dur, H-Dur und Gis-Dur bestimmen den Grundcharakter dieser Romanze. Ein sich dramatisch gebender Mittelteil in cis-Moll kontrastiert zu den sanglichen Liedthemen, die mehrmals wiederkehren und variiert werden. Chopin führt dabei seine glitzernde, doch nie überbordende Verzierungskunst vor, die den rhythmisch freien, dolcissimo, leggerissimo und legatissimo, aber auch con forza und veloce vorgetragenen Ornamentalmelodien einen leuchtenden Glanz geben. Die Verwandtschaft zu den später komponierten Nocturnes ist groß. Anklänge finden sich beispielsweise im Nocturne op. 32, Nr. 1 H-Dur. Dort wird die Stimmung durch eine unvermittelt eintretende, rezitativische Coda gebrochen, hier in der Romance durch das attacca anschließende Rondo.

## Der 3. Satz
Das durchwegs vivace vorgetragene, mitreißende Rondo bedient sich stilisierter Volksmusik. Vor allem das Rondothema selbst ist nach dem Vorbild von Krakowiak-Melodien gestaltet. Sein synkopierter Anfangsrhythmus im 2/4-Takt zieht sich zudem durch das gesamte Themenmaterial des Satzes. Dieses Rondo bietet dem Solisten Gelegenheit, voller Spielfreude in rasanten Passagen und aufbrausenden Szenen, manchmal im Dialog mit dem Orchester, sein pianistisches Können vorzuführen. Die dramatische Zuspitzung in der Coda bildet den großartigen Schluss des Konzertes.

## Kammermusikalische Fassung
Die Fassung mit Streichquintett bewahrt das Konzert vor jeder „Plüschigkeit“ und macht den Klaviersatz hell und durchsichtig. Kit Armstrong spielte sie 2018 mit fünf Mitgliedern des Ensemble Resonanz bei den Festspielen Mecklenburg-Vorpommern.